# Юкаръяпъджъ (вилает Балъкесир)
Юкаръяпъджъ (на турски: Yukarıyapıcı) е село в околия Ердек, вилает Балъкесир, Турция. Разположено на 320 – 360 метра надморска височина. Населението му през 2010 г. е 1 095 души, основно българи – мюсюлмани (помаци), преселили се през от село 1924 г. от село Кокала, близо до град Кавала (дн. Гърция). През 19 век в селото са живеели полупогърчени българи.